# Oviedo (Florida)
Oviedo è un comune (city) degli Stati Uniti d'America, nella contea di Seminole in Florida. La popolazione è stato 33.342 dal censimento del 2010, un aumento di 26.7% rispetto al 26.316 del censimento del 2000. È una parte della Area Statistiche Metropolitano di Orlando, Kissimmee, e Sanford.